# Andreas Schwaiger
Andreas Schwaiger (* 1968 in Starnberg) ist ein deutscher Schauspieler.

## Filmographie (Auswahl)
- 2002–2007: Chiemgauer Volkstheater
  - 2002: Silvester Hüttenzauber
  - 2004: Skandal in Pullding
  - 2006: Der Bauerndiplomat
  - 2007: Die scheinheilige Dreifaltigkeit
- 2006, 2007: Stadt, Land, Mord!
- 2011: Hubert und Staller: Kleine Fische, große Fische
- 2012: München 7
- 2001–2012: Der Komödienstadel:
  - 2001: Heldenstammtisch
  - 2004: ’s Brezenbusserl
  - 2010: Duttenfeiler
  - 2012: Obandlt is!
- 2013: Goldschmidts Kinder – Überleben in Hitlers Schatten
- 2013: Hubert und Staller: Die ins Gras beißen
- 2012, 2014: Die Garmisch-Cops
- 2014: SOKO Wismar
- 2015: Um Himmels Willen
- 1994, 2015: Weißblaue Geschichten
- 2016: Willkommen bei den Hartmanns
- 2011, 2017: SOKO München
- 2017: Hindafing
- 1994, 2017: Weißblaue Wintergeschichten
- 2011–2018: Hubert ohne Staller
- 2019: Die Chefin
- 2021: Watzmann ermittelt
- 2006–2023: Die Rosenheim-Cops